# Левкіпп (ойкіст Метапонту)

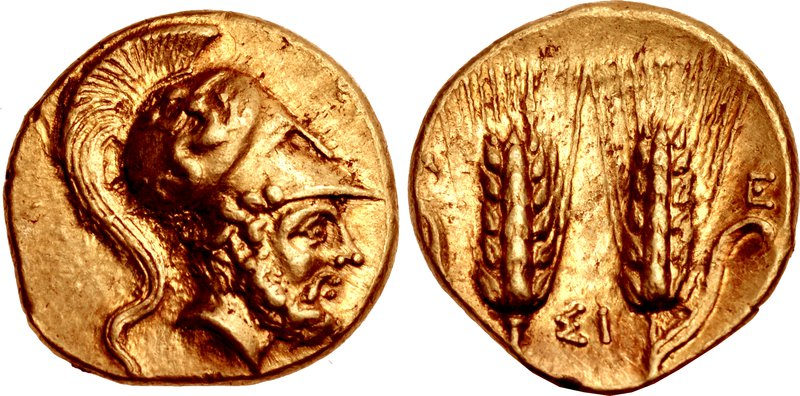
Левкіпп на тетраоболі Метапонту

Левкіпп (дав.-гр. Λεύκιππος) — легендарний засновник давньогрецької колонії Метапонт. Отримавши від оракула повеління плити до Італії та заселити із супутниками ту землю, де вони зостануться на день та на ніч. Причаливши біля тарентійської гавані Калліполісу, Левкіпу так сподобалися ці землі, що він випросив у тарентійців дозвіл провести тут день та ніч. Коли минуло вже декілька днів та ночей, тарентійці стали вимагати, щоб Левкіпп разом із супутниками покинув цю землю. Нащо Левкіпп відповів, що він отримав право тут зостатися на день та ніч, і поки буде одне чи друге він не залишить цю землю. Зрозумівши, що їх обдурили, тарентійці дозволили переселенцям зостатися.
Зображення з Левкіппом карбували на золотих та срібних монетах Метапонту. Його завжди зображали в коринфському шоломі.